# Katja Koren
Katja Koren, född den 6 augusti 1975 i Maribor, Slovenien, är en slovensk utförsåkare.
Hon tog OS-brons i damernas slalom i samband med de olympiska utförstävlingarna 1994 i Lillehammer.